# Santiago González (Tennisspieler)
Santiago González (* 24. Februar 1983 in Córdoba, Veracruz) ist ein mexikanischer Tennisspieler.

## Karriere
González spielte zunächst vor allem Future- und Challenger-Turniere; dabei konnte er im Einzel neun, im Doppel insgesamt 17 Future- und Challenger-Titel sammeln. Im Laufe seiner Karriere hat sich González auf Doppel spezialisiert und dabei große Erfolge feiern können. Seinen ersten Titel auf ATP-Ebene gewann er 2010 beim Turnier in Belgrad an der Seite von Travis Rettenmaier. Im selben Jahr erreichte die Paarung in Newport ein weiteres ATP-Finale, in dem sie sich aber dem australischen Duo Carsten Ball und Chris Guccione geschlagen geben musste.
Den bisher größten Erfolg seiner Karriere konnte González im April 2011 feiern, als er an der Seite von Scott Lipsky das ATP-World-Tour-500-Turnier in Barcelona gewann. Im Finale besiegten sie die Weltranglistenersten Bob und Mike Bryan, nachdem sie im Turnierverlauf auch die an Nummer 2 gesetzten Maks Mirny und Daniel Nestor besiegt hatten. Am Ende der Sandplatzsaison erreichte er an der Seite des Spaniers David Marrero in Nizza ein weiteres Finale, sie mussten sich dort aber Eric Butorac und Jean-Julien Rojer geschlagen geben. Im August sicherte er sich an der Seite von Daniele Bracciali seinen dritten ATP-Titel. In Kitzbühel besiegten sie die Brasilianer Franco Ferreiro und André Sá. Mit Scott Lipsky gewann er von Juli 2012 bis Mai 2014 insgesamt sechs weitere Titel. Seinen zehnten Turniersieg errang er im Februar 2015 zusammen mit Mariusz Fyrstenberg beim Turnier in Memphis; es war sein erster Hallentitel auf der ATP Tour. Im Jahr darauf gelang es ihnen, den Titel erfolgreich zu verteidigen.
Seit 2001 spielt Santiago González für die mexikanische Davis-Cup-Mannschaft.

## Erfolge
| Legende (Anzahl der Siege)      |
| Grand Slam                      |
| ATP World Tour Finals           |
| ATP World Tour Masters 1000 (2) |
| ATP World Tour 500 (2)          |
| ATP World Tour 250 (21)         |
| ATP Challenger Tour (35)        |

| Titel nach Belag |
| Hartplatz (10)   |
| Sand (9)         |
| Rasen (6)        |

### Einzel

#### Turniersiege
| Nr. | Datum          | Turnier        | Belag     | Finalgegner       | Ergebnis      |
| --- | -------------- | -------------- | --------- | ----------------- | ------------- |
| 1.  | 3. August 2008 | Belo Horizonte | Hartplatz | Nicolás Massú     | 6:4, 6:3      |
| 2.  | 18. April 2010 | León           | Hartplatz | Michał Przysiężny | 3:6, 6:1, 7:5 |

### Doppel

#### Turniersiege

##### ATP World Tour
| Nr. | Datum              | Turnier       | Belag         | Partner                | Finalgegner                            | Ergebnis           |
| --- | ------------------ | ------------- | ------------- | ---------------------- | -------------------------------------- | ------------------ |
| 1.  | 9. Mai 2010        | Belgrad       | Sand          | Travis Rettenmaier     | Tomasz Bednarek Mateusz Kowalczyk      | 7:66, 6:1          |
| 2.  | 24. April 2011     | Barcelona     | Sand          | Scott Lipsky           | Bob Bryan Mike Bryan                   | 5:7, 6:2, [12:10]  |
| 3.  | 6. August 2011     | Kitzbühel     | Sand          | Daniele Bracciali      | Franco Ferreiro André Sá               | 7:61, 4:6, [11:9]  |
| 4.  | 15. Juli 2012      | Newport       | Rasen         | Scott Lipsky           | Colin Fleming Ross Hutchins            | 7:63, 6:3          |
| 5.  | 25. August 2012    | Winston-Salem | Hartplatz     | Scott Lipsky           | Pablo Andújar Leonardo Mayer           | 6:3, 4:6, [10:2]   |
| 6.  | 5. Mai 2013        | Oeiras (1)    | Sand          | Scott Lipsky           | Aisam-ul-Haq Qureshi Jean-Julien Rojer | 6:3, 4:6, [10:7]   |
| 7.  | 16. Juni 2013      | Halle         | Rasen         | Scott Lipsky           | Daniele Bracciali Jonathan Erlich      | 6:2, 7:63          |
| 8.  | 4. Mai 2014        | Oeiras (2)    | Sand          | Scott Lipsky           | Pablo Cuevas David Marrero             | 6:3, 3:6, [10:8]   |
| 9.  | 24. Mai 2014       | Düsseldorf    | Sand          | Scott Lipsky           | Martin Emmrich Christopher Kas         | 7:5, 4:6, [10:3]   |
| 10. | 15. Februar 2015   | Memphis (1)   | Hartplatz (i) | Mariusz Fyrstenberg    | Artem Sitak Donald Young               | 5:7, 7:61, [10:8]  |
| 11. | 14. Februar 2016   | Memphis (2)   | Hartplatz (i) | Mariusz Fyrstenberg    | Steve Johnson Sam Querrey              | 6:4, 6:4           |
| 12. | 29. Juni 2018      | Antalya       | Rasen         | Marcelo Demoliner      | Sander Arends Matwé Middelkoop         | 7:5, 6:76, [10:8]  |
| 13. | 14. April 2019     | Houston       | Sand          | Aisam-ul-Haq Qureshi   | Ken Skupski Neal Skupski               | 3:6, 6:4, [10:6]   |
| 14. | 13. Juni 2021      | Stuttgart     | Rasen         | Marcelo Demoliner      | Ariel Behar Gonzalo Escobar            | 4:6, 6:3, [10:8]   |
| 15. | 26. September 2021 | Nur-Sultan    | Hartplatz (i) | Andrés Molteni         | Jonathan Erlich Andrej Wassileuski     | 6:1, 6:2           |
| 16. | 13. November 2021  | Stockholm     | Hartplatz (i) | Andrés Molteni         | Aisam-ul-Haq Qureshi Jean-Julien Rojer | 6:2, 6:2           |
| 17. | 6. Februar 2022    | Córdoba       | Sand          | Andrés Molteni         | Andrej Martin Sam Weissborn            | 7:5, 6:3           |
| 18. | 13. Februar 2022   | Buenos Aires  | Sand          | Andrés Molteni         | Fabio Fognini Horacio Zeballos         | 6:1, 6:1           |
| 19. | 26. Februar 2023   | Marseille     | Hartplatz (i) | Édouard Roger-Vasselin | Nicolas Mahut Fabrice Martin           | 4:6, 7:64, [10:7]  |
| 20. | 1. April 2023      | Miami         | Hartplatz     | Édouard Roger-Vasselin | Austin Krajicek Nicolas Mahut          | 7:64, 7:5          |
| 21. | 5. August 2023     | Los Cabos     | Hartplatz     | Édouard Roger-Vasselin | Andrew Harris Dominik Koepfer          | 6:4, 7:5           |
| 22. | 29. Oktober 2023   | Basel         | Hartplatz (i) | Édouard Roger-Vasselin | Hugo Nys Jan Zieliński                 | 6:78, 7:63, [10:1] |
| 23. | 5. November 2023   | Paris         | Hartplatz (i) | Édouard Roger-Vasselin | Rohan Bopanna Matthew Ebden            | 6:2, 5:7, [10:7]   |
| 24. | 15. Juni 2025      | Stuttgart     | Rasen         | Austin Krajicek        | Alex Michelsen Rajeev Ram              | 6:4, 6:4           |
| 25. | 28. Juni 2025      | Mallorca      | Rasen         | Austin Krajicek        | Yuki Bhambri Robert Galloway           | 6:1, 1:6, [15:13]  |

##### ATP Challenger Tour
| Nr. | Datum              | Turnier            | Belag     | Partner              | Finalgegner                              | Ergebnis           |
| --- | ------------------ | ------------------ | --------- | -------------------- | ---------------------------------------- | ------------------ |
| 1.  | 23. November 2003  | Puebla (1)         | Hartplatz | Alejandro Hernández  | Huntley Montgomery Andres Pedroso        | 6:4, 2:6, 6:4      |
| 2.  | 8. August 2004     | Gramado            | Hartplatz | Bruno Soares         | Henrique Mello Alexandre Simoni          | 6:3, 6:3           |
| 3.  | 15. August 2004    | Manta              | Hartplatz | Marcos Daniel        | Eric Nunez Jimy Szymanski                | 3:6, 6:2, 7:65     |
| 4.  | 10. Oktober 2004   | Quito (1)          | Sand      | Alejandro Hernández  | Łukasz Kubot Frank Moser                 | 2:6, 6:2, 6:4      |
| 5.  | 21. November 2004  | Puebla (2)         | Hartplatz | Alejandro Hernández  | Miguel Gallardo Valles Gustavo Marcaccio | 6:3, 6:4           |
| 6.  | 12. Dezember 2004  | Guadalajara(1)     | Sand      | Alejandro Hernández  | Rubén Ramírez Hidalgo Sergio Roitman     | 7:65, 1:6, 6:3     |
| 7.  | 24. April 2005     | Bogotá II (1)      | Sand      | Marcos Daniel        | Goran Dragicevic Mirko Pehar             | 7:64, 6:3          |
| 8.  | 23. Oktober 2005   | Bogotá III         | Sand      | Marcos Daniel        | Frederico Gil Marcelo Melo               | 6:2, 7:5           |
| 9.  | 15. Juli 2007      | Bogotá             | Sand      | Brian Dabul          | Pablo González Leonardo Mayer            | 6:2, 6:2           |
| 10. | 5. August 2007     | Belo Horizonte (1) | Hartplatz | Bruno Soares         | Márcio Torres Nicolas Tourte             | 6:712, 6:4, [10:5] |
| 11. | 3. August 2008     | Belo Horizonte (2) | Hartplatz | Aisam-ul-Haq Qureshi | Daniel Dutra da Silva Caio Zampieri      | 6:3, 7:63          |
| 12. | 11. April 2009     | San Luis Potosí    | Sand      | Horacio Zeballos     | Franco Ferreiro Júlio Silva              | 6:2, 7:65          |
| 13. | 17. Mai 2009       | Sarasota           | Sand      | Víctor Estrella      | Harsh Mankad Kaes Van’t Hof              | 6:2, 6:4           |
| 14. | 4. Oktober 2009    | Quito (2)          | Sand      | Travis Rettenmaier   | Michael Quintero Fernando Vicente        | 1:6, 6:3, [10:3]   |
| 15. | 25. Oktober 2009   | Calabasas          | Hartplatz | Simon Stadler        | Treat Conrad Huey Harsh Mankad           | 6:2, 5:7, [10:4]   |
| 16. | 11. April 2010     | Bogotá II (2)      | Sand      | Franco Ferreiro      | Dominik Meffert Philipp Oswald           | 6:3, 5:7, [10:7]   |
| 17. | 24. April 2010     | León (1)           | Hartplatz | Vasek Pospisil       | Kaden Hensel Adam Hubble                 | 3:6, 6:3, [10:8]   |
| 18. | 6. Juni 2010       | Rom                | Sand      | Travis Rettenmaier   | Sadik Kadir Purav Raja                   | 6:2, 6:4           |
| 19. | 21. November 2010  | Cancún             | Sand      | Víctor Estrella      | Rainer Eitzinger César Ramírez           | 6:1, 7:63          |
| 20. | 2. Oktober 2011    | Aguascalientes     | Sand      | Daniel Garza         | Júlio César Campozano Víctor Estrella    | 6:4, 5:7, [11:9]   |
| 21. | 18. März 2012      | Dallas             | Hartplatz | Scott Lipsky         | Bobby Reynolds Michael Craig Russell     | 6:4, 6:3           |
| 22. | 16. März 2014      | Irving             | Hartplatz | Scott Lipsky         | John-Patrick Smith Michael Venus         | 4:6, 7:67, [10:7]  |
| 23. | 17. Januar 2016    | Canberra           | Hartplatz | Mariusz Fyrstenberg  | Maverick Banes Jarryd Chaplin            | 7:63, 6:3          |
| 24. | 3. April 2016      | León (2)           | Hartplatz | Mate Pavić           | Sam Groth Leander Paes                   | 6:4, 3:6, [13:11]  |
| 25. | 26. März 2017      | Guadalajara (2)    | Hartplatz | Artem Sitak          | Luke Saville John-Patrick Smith          | 6:3, 1:6, [10:5]   |
| 26. | 14. Juli 2018      | Braunschweig       | Sand      | Wesley Koolhof       | N. Sriram Balaji Vishnu Vardhan          | 6:3, 6:3           |
| 27. | 16. Juni 2019      | Nottingham (1)     | Rasen     | Aisam-ul-Haq Qureshi | Gong Maoxin Zhang Ze                     | 4:6, 7:65, [10:5]  |
| 28. | 22. Juni 2019      | Ilkley             | Rasen     | Aisam-ul-Haq Qureshi | Marcus Daniell Leander Paes              | 6:3, 6:4           |
| 29. | 16. November 2019  | Houston            | Hartplatz | Jonathan Erlich      | Ariel Behar Gonzalo Escobar              | 6:3, 7:64          |
| 30. | 18. September 2021 | Stettin            | Sand      | Andrés Molteni       | André Göransson Nathaniel Lammons        | 2:6, 6:2, [15:13]  |
| 31. | 13. April 2025     | Mexiko-Stadt       | Sand      | Austin Krajicek      | Ryan Seggerman Patrik Trhac              | 7:69, 3:6, [10:5]  |
| 32. | 21. Juni 2025      | Nottingham (2)     | Rasen     | Austin Krajicek      | Fernando Romboli John-Patrick Smith      | 7:62, 6:4          |
| 32. | 17. August 2025    | Cancún             | Hartplatz | Jean-Julien Rojer    | Manuel Guinard Rafael Matos              | 7:62, 7:5          |

#### Finalteilnahmen
| Nr. | Datum            | Turnier          | Belag         | Partner                | Finalgegner                          | Ergebnis          |
| --- | ---------------- | ---------------- | ------------- | ---------------------- | ------------------------------------ | ----------------- |
| 1.  | 11. Juli 2010    | Newport          | Rasen         | Travis Rettenmaier     | Carsten Ball Chris Guccione          | 3:6, 4:6          |
| 2.  | 21. Mai 2011     | Nizza            | Sand          | David Marrero          | Eric Butorac Jean-Julien Rojer       | 3:6, 4:6          |
| 3.  | 21. Juni 2014    | ’s-Hertogenbosch | Rasen         | Scott Lipsky           | Jean-Julien Rojer Horia Tecău        | 3:6, 6:73         |
| 4.  | 1. März 2015     | Acapulco (1)     | Hartplatz     | Mariusz Fyrstenberg    | Ivan Dodig Marcelo Melo              | 6:72, 7:5, [3:10] |
| 5.  | 25. Juli 2015    | Umag             | Sand          | Mariusz Fyrstenberg    | Máximo González André Sá             | 6:4, 3:6, [5:10]  |
| 6.  | 9. April 2016    | Houston          | Sand          | Víctor Estrella        | Bob Bryan Mike Bryan                 | 6:4, 3:6, [8:10]  |
| 7.  | 19. Februar 2017 | Buenos Aires     | Sand          | David Marrero          | Juan Sebastián Cabal Robert Farah    | 1:6, 4:6          |
| 8.  | 10. Juni 2017    | French Open      | Sand          | Donald Young           | Ryan Harrison Michael Venus          | 6:75, 7:64, 3:6   |
| 9.  | 22. Oktober 2017 | Antwerpen (1)    | Hartplatz (i) | Julio Peralta          | Scott Lipsky Divij Sharan            | 4:6, 6:2, [5:10]  |
| 10. | 21. Oktober 2018 | Antwerpen (2)    | Hartplatz (i) | Marcelo Demoliner      | Nicolas Mahut Édouard Roger-Vasselin | 4:6, 5:7          |
| 11. | 17. Februar 2019 | New York City    | Hartplatz     | Aisam-ul-Haq Qureshi   | Kevin Krawietz Andreas Mies          | 4:6, 5:7          |
| 12. | 11. Januar 2020  | Doha             | Hartplatz     | Luke Bambridge         | Rohan Bopanna Wesley Koolhof         | 6:3, 2:6, [6:10]  |
| 13. | 19. März 2022    | Indian Wells     | Hartplatz     | Édouard Roger-Vasselin | John Isner Jack Sock                 | 6:74, 3:6         |
| 14. | 2. Oktober 2022  | Tel Aviv         | Hartplatz (i) | Andrés Molteni         | Rohan Bopanna Matwé Middelkoop       | 2:6, 4:6          |
| 15. | 30. Oktober 2022 | Wien             | Hartplatz (i) | Andrés Molteni         | Alexander Erler Lucas Miedler        | 3:6, 6:71         |
| 16. | 19. Februar 2024 | Delray Beach     | Hartplatz     | Neal Skupski           | Julian Cash Robert Galloway          | 7:5, 5:7, [2:10]  |
| 17. | 2. März 2024     | Acapulco (2)     | Hartplatz     | Neal Skupski           | Hugo Nys Jan Zieliński               | 3:6, 2:6          |
| 18. | 6. April 2025    | Houston          | Sand          | Federico Agustín Gómez | Fernando Romboli John-Patrick Smith  | 1:6, 4:6          |

### Mixed

#### Finalteilnahmen
| Nr. | Datum             | Turnier     | Belag     | Partnerin            | Finalgegner                  | Ergebnis         |
| --- | ----------------- | ----------- | --------- | -------------------- | ---------------------------- | ---------------- |
| 1.  | 9. Juni 2012      | French Open | Sand      | Klaudia Jans-Ignacik | Sania Mirza Mahesh Bhupathi  | 6:73, 1:6        |
| 2.  | 6. September 2013 | US Open (1) | Hartplatz | Abigail Spears       | Andrea Hlaváčková Maks Mirny | 6:75, 3:6        |
| 3.  | 5. September 2014 | US Open (2) | Hartplatz | Abigail Spears       | Sania Mirza Bruno Soares     | 1:6, 6:2, [9:11] |
| 4.  | 14. Juli 2024     | Wimbledon   | Rasen     | Giuliana Olmos       | Jan Zieliński Hsieh Su-wei   | 4:6, 2:6         |

## Abschneiden bei Grand-Slam-Turnieren

### Einzel
| Turnier         | 2004 | 2005 | 2006 | 2007 | 2008 | 2009 | 2010 | Karriere |
| --------------- | ---- | ---- | ---- | ---- | ---- | ---- | ---- | -------- |
| Australian Open | —    | —    | —    | —    | —    | Q1   | —    | —        |
| French Open     | —    | —    | —    | —    | —    | Q1   | Q2   | —        |
| Wimbledon       | Q1   | —    | Q2   | —    | Q3   | 1    | Q1   | 1        |
| US Open         | Q1   | Q1   | Q1   | —    | Q1   | Q2   | Q1   | —        |

Zeichenerklärung: S = Turniersieg; F, HF, VF, AF = Einzug ins Finale / Halbfinale / Viertelfinale / Achtelfinale; 1, 2, 3 = Ausscheiden in der 1. / 2. / 3. Hauptrunde; Q1, Q2, Q3 = Ausscheiden in der 1. / 2. / 3. Qualifikationsrunde; nicht ausgetragen

### Doppel
| Turnier         | 2009 | 2010 | 2011 | 2012 | 2013 | 2014 | 2015 | 2016 | 2017 | 2018 | 2019 | 2020 | 2021 | 2022 | 2023 | 2024 | 2025 | Karriere |
| --------------- | ---- | ---- | ---- | ---- | ---- | ---- | ---- | ---- | ---- | ---- | ---- | ---- | ---- | ---- | ---- | ---- | ---- | -------- |
| Australian Open | —    | —    | 2    | VF   | 1    | 1    | 1    | 1    | 1    | 1    | 1    | VF   | 1    | 1    | 2    | AF   | 2    | VF       |
| French Open     | —    | AF   | 1    | 2    | 1    | 2    | 1    | 1    | F    | 2    | 1    | 1    | 1    | 1    | AF   | 1    | AF   | F        |
| Wimbledon       | 1    | 2    | AF   | 2    | 2    | 2    | 2    | 2    | 1    | 2    | AF   |      | 1    | AF   | AF   | 2    | 1    | AF       |
| US Open         | —    | 1    | 1    | AF   | 1    | 1    | 2    | 2    | 1    | 2    | 1    | 1    | AF   | 1    | AF   | 1    |      | AF       |

### Mixed
| Turnier         | 2010 | 2011 | 2012 | 2013 | 2014 | 2015 | 2016 | 2017 | 2018 | 2019 | 2020 | 2021 | 2022 | 2023 | 2024 | 2025 | Karriere |
| --------------- | ---- | ---- | ---- | ---- | ---- | ---- | ---- | ---- | ---- | ---- | ---- | ---- | ---- | ---- | ---- | ---- | -------- |
| Australian Open | —    | —    | 1    | AF   | —    | AF   | —    | —    | 1    | —    | —    | —    | AF   | —    | 1    | —    | AF       |
| French Open     | —    | —    | F    | AF   | VF   | —    | —    | —    | HF   | AF   |      | —    | 1    | 1    | —    | —    | F        |
| Wimbledon       | 2    | 1    | 1    | 2    | 1    | 1    | AF   | —    | 1    | 1    |      | 1    | 1    | 1    | F    | AF   | F        |
| US Open         | —    | —    | —    | F    | F    | —    | AF   | AF   | AF   | —    |      | —    | 1    | VF   | AF   |      | F        |